# 1540er
Portal Geschichte | Portal Biografien | Aktuelle Ereignisse | Jahreskalender | Tagesartikel

◄ |
15. Jh. |
16. Jahrhundert
| 17. Jh. | ►

◄ |
1510er |
1520er |
1530er |
1540er
| 1550er | 1560er | 1570er | ►

1540 |
1541 |
1542 |
1543 |
1544 |
1545 |
1546 |
1547 |
1548 |
1549

## Ereignisse
- Die Dürre in Mitteleuropa im Jahr 1540 war eine Klimakatastrophe, bei der es in weiten Gebieten Europas elf Monate lang kaum geregnet hatte. Die Temperaturen sollen fünf bis sieben Grad über dem Mittel des 20. Jahrhunderts gelegen haben. Die Dürre wird als die schlimmste des zweiten Jahrtausends beschrieben.
- Francisco Vásquez de Coronado und Hernando de Soto führen umfangreiche Expeditionen durch Nordamerika durch.
- 1540 bis 1542: Gonzalo-Pizarro-Expedition unter der Leitung von Gonzalo Pizarro, erste Durchquerung von Südamerika von Peru zum Amazonasdelta seitens der Weißen.
- 1543: Begründung des heliozentrischen Weltbildes durch den Druck des Buches De revolutionibus orbium coelestium, des astronomisch-mathematischen Hauptwerkes von Nikolaus Kopernikus.
- Erstmals gelangen Kanonen durch portugiesische Reisende nach Japan.[1]